# 有轨电车难题

要拉下操縱桿，讓電車轉向另一條軌道嗎？

電車問題（英語：Trolley problem），是一个伦理学的思想实验。英国哲学家菲利帕·福特，在1967年中首次提出這個問題。在1996年，朱迪斯·賈維斯·湯姆遜、弗朗西斯·卡姆、彼得·昂格爾等人广泛地分析了这类问题，使這個問題為人熟知。在哲學與倫理學的領域外，心理學、認知科學與神經倫理學的部分研究也涉及此问题。
其大致内容为：一辆失控的列车在铁轨上行驶。在列车正行进的轨道上，有五个人被绑起来，无法动弹。列车将要碾压过他们。你站在改变列车轨道的操纵杆旁。如果拉动此杆，则列车将切换到另一条轨道上。但是，另一条轨道上也有一个人被绑着。你有两种选择：
1. 什么也不做，让列车按照正常路线碾压过这五个人。
2. 拉下操纵杆，改变为另一条轨道，使列车压过另一条轨道上的那一个人。

从2001年开始，列车问题及其变体已广泛用于道德心理学的研究。列车问题也已成为热门书籍的主题。在讨论自动驾驶汽车设计的道德规范时也有与列车问题类似的问题：在不可避免的汽车碰撞中，自动驾驶程式如何选择前进方向或碰撞的目标。

## 原始问题
早期问题的提出早于菲利帕·福特的出版。弗兰克·查普曼·夏普于1905年在向威斯康星大学的学生发放的道德问卷中就包括了一个版本。在这种问题中，铁路的转辙员控制了铁轨的转换，但生命受到威胁（或被拯救）的则只是转辙员的孩子。德国法律哲学家卡尔·恩吉施在1930年的特许任教资格论文中讨论了类似的问题，德国法律学者汉斯·韦尔泽尔在1951年的著作中也讨论了类似问题。阿夫罗霍姆·叶沙耶·卡里兹在他对《塔木德》的评论中讨论了一个类似的问题：将一枚原本要投往一个人数较大的人群的导弹转向到人数较小的人群是否合乎道德？
菲利帕·福特提出的原始问题如下：
假設一個法官或裁判官，面對暴徒的威脅，要求將某個人視為一宗罪行的罪魁禍首，判他有罪，暴徒威脅，若不這麼做，他們將會對這個社區的某個區域，進行自己的血腥復仇。這個人是否應該為此負責還不曉得，但是這個法官發現，要避免流血，唯一的方法，就是捏造證據，讓這個人被判死刑。在這個例子之外，我們還可以舉出另一個例子，一架飛機正在駕駛中，突然發現飛機即將要墜機，飞行员必須決定，要不要躲開一個比較多人居住的區域，讓飛機撞進一個比較少人居住的地方。为了使这种类比尽可能接近实际情况，我们不妨设想一位列车长正驾驶一辆电车，他面对两个轨道，只能决定走其中之一；有五个人在其中一条轨道上工作，在另一条轨道上只有一个人；电车行駛的轨道上，如果有任何人，都会注定被杀。在前述暴徒的例子中，暴徒有五个人质，所以，在这两个例子中，都是一个人的生命，跟五个人的生命之间的交换。
一个功利主义的观点称，只需改变到只有一个人的轨道就可以解决该问题。根据古典功利主义，这样的决定不仅是被允许的，而且从道德上讲，是最好的选择（另一个选择是根本不采取任何行动）。

## 修改版本

有轨电车问题的本体及四个变体：1.原始问题、2.胖子、3.胖坏蛋、4.二次变轨、5.院子里的人

此道德兩難问题涉及人對群體利益和個體利益之間的取捨。此難題可以變化，如一條岔道有一人，另外一條可以改成更多人或更少人，人數對利益取捨的關係。這個思想實驗主要想探讨功利主義與源自康德主義的道德義務論見解。任何的假設題目，都必須有前題假設，作出此決定前，可以假設你完全不認識這即將面對死亡的几人，不知道性別、年齡、職業、財富，亦不了解其可能對社會地位和貢獻。甚至是人数。

### 胖子
你站在天橋上，看到有一台剎車損壞的電車。在軌道前方，有五個正在工作的人，他們不知晓電車向他們衝來。一個體重很重的路人，正站在你身邊，你發現他的巨大體形與重量，正好可以擋住電車，讓電車出軌，不致於撞上那五個工人。你是否應該動手，把這個很胖的路人從天橋上推落阻挡电车，以拯救那五個工人，還是應該坐視電車撞上那五個工人？
关于这一行动方针的反对似乎很强烈；当被同时问及原始问题与此变体问题时，大多数人会赞成拉动操纵杆挽救五条生命，但不赞成推胖子去挽救工人。这导致研究者试图在两个问题之间找到道德方面的区分。
一个明显的区别是，在原始问题下，无意对任何人造成伤害——被杀死的那一个人只是将操纵杆拉开的副作用。但是，在第二种问题下，伤害一个胖子是挽救这五个工人的计划的一个组成部分。谢利·卡根在他的第一本书《道德的极限》中讨论并最终拒绝了这一论点。
可以断言，这两种问题之间的区别在于，在第二种问题下，被提问者希望通过某人的死亡来拯救这五个人，而在第一种问题下，他们没有这种意图。这种解决方案本质上是双重效应学说的一种应用，这种学说认为一个人可能会采取具有不良副作用的行动，但是认为故意造成伤害（即使是出于充分的原因）也是错误的。

### 胖坏蛋
这个例子的是将“胖子”这个例子进一步发展到涉及到这样一个情况：胖子实际上是使这五个人陷入危险的恶棍。在这种情况下，将恶棍逼死，特别是能够拯救五个无辜的人，不仅在道义上是合理的，而且甚至势在必行。这本质上与另一种思想实验有关，称为定时炸弹情景，该情景迫使人们在涉及到两种道德问题的行为之间进行选择。

### 二次变轨
如果说使用一个人的死亡来拯救五个人的生命是错误的，这会导致类似这样的变体问题：
和以前一样，列车沿着一条铁轨驶向五个人，可以转向到第二条铁轨上。但是，在此变体中，列车在转向的随后又重新变轨至主要轨道，因此列车仍在通往5个人的轨道上行驶。但是，第二条轨道上的人是个胖子，当他被列车杀死时，将阻止其继续行驶到有五个人的铁轨上。你应该拨动开关吗？
唯一的物理区别是增加了一条可以并入主要轨道（第一条轨道）的铁轨。这似乎很琐碎，因为无论采取何种选择，实际上列车都不会沿着它行进（在选择杀死胖子时，列车会因胖子而停止。在选择杀死五个人时，列车则根本不会变轨。）。这可能会影响某人的决定的原因是，在这种情况下，一个人的死亡实际上是拯救这五个人的计划的一部分。
迈克尔·J·科斯塔（Michael J. Costa）在1987年的文章《电车的另一次旅行》中曾提出过关于这一问题的意见，他在书中指出，如果我们在这种情况下不采取行动，我们将允许这五个人成为拯救一个人的一种手段。

### 移植手术
这个问题用另外的一个例子代替了列车。但与原始问题的人数与结果大致相同，但没有一辆列车。由朱迪思·贾维斯·汤姆森提出：
一位出色的外科移植医师有五名患者，每个患者都需要不同的器官，而每个人都将在没有该器官的情况下死亡。不幸的是，这五种移植手术中没有可用的器官。一个健康的年轻旅行者，刚穿过医生工作的城市，便进行了例行检查。在做检查的过程中，医生发现他的五个器官分别与他所有五名垂死的病人都兼容。进一步假设如果这个年轻人失踪了，没有人会怀疑医生。你是否支持医生杀死该游客，将其健康的器官提供给这五个垂死的人们并挽救他们的生命？

### 院子里的人
彼得·昂格尔非常反对传统的非功利主义对有轨电车问题的回应。这是他所举出的例子之一：
像以前一样，列车正在驶向五个人。但是你可以通过与另一辆列车相撞来转移它的路径，但是如果这样做，两者都会脱轨并滑下山坡，掉进一个院子，院子里吊床上睡着一个人。他会被杀死。你应该这样做吗？
对此的响应部分取决于读者是否在回答该问题前已经回答了标准的列车问题（因为希望保持自己的回答一致），昂格指出，以前从未遇到过此类问题的人很可能会说，在这种情况下，采取伤害院子里的人的措施将是错误的。
因此，昂格尔认为，对这类问题的不同回应更多地基于心理学而不是伦理学。在这种新情况下，他说，唯一重要的区别是院子里的人似乎并没有特别“参与”。昂格声称人们因此认为有这个人存在使问题不是“公平游戏”，但是他说，这个院子里的人的缺乏参与不会产生道德层面上的改变。

## 哲學討論
這個思想實驗主要想探讨功利主義與源自康德主義的道德義務論見解。
从功利主義角度看，為追求對最大多數人來說的最大效益，應該犧牲少數人來拯救多數人。因此，在上述兩個版本的思想實驗中，都應該要犧牲一個人，來拯救五個人。
从康德主義角度看，道德應該建立在必要的義務責任上。如果不可以殺人是一種道德義務，就不可以在上述兩個版本的思想實驗中動手讓一個人犧牲，即使這個行為的後果是犧牲五個人。

## 实证研究
2001年，约书亚·格林及其同事发表了有关人们对电车问题的抉择的首次重要实证研究结果。通过使用功能性磁共振成像，他们证明“个人”困境（例如将人推下人行桥）优先由与情感相关的大脑区域，而“非个人”困境（例如通过翻转开关使有轨电车转向）优先由与推理相关的区域参与。基于这些理由，他们提倡双重过程理论。从那以后，许多其他研究都采用了电车问题来研究道德判断，调查压力的作用和影响等主题，例如情绪状态，印象管理，匿名的等级，不同类型的脑损伤，生理觉醒，不同的神经递质，遗传因素。
尽管电车问题已被广泛用作衡量功利主义的手段，但它在此目的上的用途却受到广泛批评。
在2017年，由迈克尔·史蒂文斯领导的小组进行了第一个实际的电车问题实验，他们使受试者确信，如果不拉杆，火车将撞五人，如果拉，将撞一人。大多数参与者没有拉操纵杆。

## 现实生活中的事件
一个与电车问题近似的实际案例发生在2003年6月20日，一辆主要载有木材和建筑材料的联合太平洋铁路货运列车在一号铁轨上失控冲向洛杉矶。如果失控列车驶入洛杉矶的联合太平洋船厂，不仅会造成损坏，而且可能与当时被认为停于该地的一辆客运列车碰撞，调度员因而命令将失控列车换到第4轨，通过一个住房密度较低，主要是低收入居民的地区。切换到第4轨的安全速度为每小时15英里，而调度员知道火车的行驶速度明显远超安全速度，很可能导致脱轨。这列载有3800吨货物的火车随后出轨进入加利福尼亚州洛杉矶县康墨斯城的居民区，撞上大街上的几栋房屋。在其中一所房屋中睡着的一名孕妇受伤，但设法通过窗户逃脱，并没有被掉落在她周围的木材和钢制火车轮砸伤。

## 调查数据
电车问题一直是许多调查的主题，其中大约90％的受试者选择杀死一人并保全另外五人。如果情况有所改变，为五人牺牲的一个人是亲戚或伴侣，则受访者不太可能愿意牺牲他们的生命。
大卫·布尔特和戴维·查尔莫斯在2013年联合发表的论文中表示，在于2009年的电车问题测试中，有69.9%的专业哲学家会牺牲一个人以挽救五个人的生命。8％的人不会采取任何行动，其余24％的人表示有其他观点或无法回答
。

## 对自动驾驶汽车的影响
在自动驾驶汽车的软件设计中出现了与电车问题类似的问题。可能发生这样的情况：致命性碰撞似乎是不可避免的，但是汽车软件做出的选择（例如撞向谁或撞到什么东西）会影响到后果。例如，该软件是否应该比车外的受害者更多或更少地评估乘车者的安全。
麻省理工学院媒体实验室创建了一个名为“道德机器”的平台，使公众可以就使用电车问题为模范的场景中对自动驾驶汽车应做出的决定发表意见。对通过道德机器收集的数据进行的分析表明，不同国家之间的相对偏好存在很大差异。其他的方法包括利用虚拟现实来评估实验环境中的人类行为以进而研究。但是，有些人认为对电车问题类似的案件进行调查对于解决无人驾驶汽车的道德问题是不必要的，因为电车问题具有严重的实际局限性。它必须是一个自上而下的计划，以适应当前解决人工智能处于紧急情况的方法。
2016年，德国政府任命了一个委员会来研究自动驾驶的伦理意义。委员会通过了将在法律中执行的20条条例，这些条例将约束自动驾驶汽车将做出的道德抉择。

## 流行文化
在至少从1960年代中期开始就存在的都市传说中，被描述为是在现实生活中由一名吊桥管理员做出的，他被迫在牺牲一列车的旅客和牺牲他自己的四岁儿子之间做出选择。
2003年捷克短片《桥》以一个类似电车问题的故事作为主题。
在2010年的电子游戏《寓言3》中，玩家做出的最早的道德选择之一是不得不处决其儿时的情人或一群抗议者。如果在一定时间内没有做出决定，国王会宣布玩家有五秒钟的时间来决定他们的命運，否则兩邊都会死。
一些游戏，例如《电车问题游戏》、《電車難題》等已经从思想实验脱离成了互动游戏。
在《行尸走肉》的第3季中，里克·格里姆斯（Rick Grimes）必须选择将米琼恩（Michonne）交给州长，或是冒险与伍德伯里（Woodbury）镇作战。如果格莱姆斯选择前者，米琼恩将面临一定的酷刑和死亡。后者将意味着监狱中许多幸存者的死亡。

## 批评
在2014年发表于《社会与人格心理学指南针》上的一篇论文中，研究人员批评了电车问题，并认为该问题所呈现的场景过于极端，与现实生活中的道德状况无关，因此毫无意义。
2018年，在《心理评论》上发表的一篇文章中，研究人员指出，作为功利主义决策的量度，诸如电车问题之类的牺牲困境只能作为衡量原始功利主义倾向的一个方面，即对将人工具性损害的宽容态度，而忽略了公正性。因此，作者认为电车问题仅提供了部分衡量功利主义的手段。